# Liste der Mitglieder des Bayerischen Landtags (2. Wahlperiode)
Diese Liste gibt einen Überblick über alle Mitglieder des Bayerischen Landtags in der 2. Wahlperiode (11. Dezember 1950 bis 23. November 1954).

## Abgeordnete
| Name                                    | Lebensdaten | Partei       | Stimmkreis/Wahlkreis                                                   | Anmerkungen                                                               |
| --------------------------------------- | ----------- | ------------ | ---------------------------------------------------------------------- | ------------------------------------------------------------------------- |
| Martin Albert                           | 1909–1991   | SPD          | Nürnberg-Stadt I und VI                                                |                                                                           |
| Willi Ankermüller                       | 1901–1986   | CSU          | Alzenau in Unterfranken, Gemünden am Main, Lohr am Main                |                                                                           |
| Anton von Aretin                        | 1918–1981   | BP           | Niederbayern                                                           | ausgeschieden am 2. Mai 1951                                              |
| Georg Bachmann                          | 1885–1971   | CSU          | Weißenburg in Bayern-Stadt und –Land, Gunzenhausen                     | Landtagsvizepräsident (ab 1953)                                           |
| Wilhelm Bachmann                        | 1895–1969   | CSU          | Dinkelsbühl, Feuchtwangen                                              |                                                                           |
| Georg Bantele                           | 1892–1961   | BP           | Oberfranken                                                            |                                                                           |
| Georg Bauer                             | 1885–1952   | BP           | Oberfranken                                                            | nachgerückt am 20. Oktober 1951 für Hermann Etzel, † 30. September 1952   |
| Georg Bauer                             | 1917–2003   | GB/BHE       | Unterfranken                                                           |                                                                           |
| Hannsheinz Bauer                        | 1909–2005   | SPD          | Unterfranken                                                           | ausgeschieden am 6. September 1953                                        |
| Leonhard Baumeister                     | 1904–1972   | CSU          | Friedberg, Schwabmünchen                                               |                                                                           |
| Joseph Baumgartner                      | 1904–1964   | BP           | Aichach, Dachau                                                        | Fraktionsvorsitzender                                                     |
| Anton Baur                              | 1899–1956   | SPD          | Schwaben                                                               |                                                                           |
| Leonhard Baur                           | 1896–1972   | CSU          | Dillingen an der Donau-Stadt und –Land                                 |                                                                           |
| Walter Becher                           | 1912–2005   | BHE          | Oberbayern                                                             | bis 3. April 1952 DG, bis 21. April 1954 fraktionslos                     |
| Heinz Beck                              | 1914–1975   | SPD          | München-Stadt IX                                                       | ausgeschieden am 15. Oktober 1953                                         |
| Wilhelm Behringer                       | 1893–1968   | FDP          | Mittelfranken                                                          |                                                                           |
| Franz Beier                             | 1898–1957   | SPD          | Augsburg-Stadt I und II                                                |                                                                           |
| Otto Bezold                             | 1899–1984   | FDP          | Oberbayern                                                             | Fraktionsvorsitzender                                                     |
| Anton Bielmeier                         | 1901–1958   | BP           | Bogen, Viechtach                                                       |                                                                           |
| Ewald Bitom                             | 1896–1964   | SPD          | Niederbayern                                                           |                                                                           |
| Dionys Bittinger                        | 1894–1954   | SPD          | Schwaben                                                               | nachgerückt am 30. Januar 1951 für Wilhelm Zimmerer, † 10. August 1954    |
| Everhard Bungartz                       | 1900–1984   | FDP          | Oberbayern                                                             |                                                                           |
| Hans Demeter                            | 1905–1993   | SPD          | München-Stadt IV                                                       |                                                                           |
| Hans Demmelmeier                        | 1887–1973   | CSU          | Oberbayern                                                             | ausgeschieden am 23. Oktober 1953                                         |
| Hans Dietl                              | 1894–1981   | SPD          | Niederbayern                                                           |                                                                           |
| Josef Donsberger                        | 1898–1963   | CSU          | Mittelfranken                                                          |                                                                           |
| Josef Dotzauer                          | 1900–1972   | GB/BHE       | Niederbayern                                                           |                                                                           |
| Max Drechsel                            | 1900–1960   | fraktionslos | Neustadt an der Waldnaab, Stadt Weiden, Eschenbach                     | aus der SPD ausgeschlossen am 29. September 1954                          |
| Ferdinand Drexler                       | 1912–1994   | SPD          | Mittelfranken                                                          | nachgerückt am 20. August 1952 für Ernst Körner                           |
| Rudolf Eberhard                         | 1914–1998   | CSU          | Ebermannstadt, Pegnitz                                                 |                                                                           |
| Karl Eberhardt                          | 1887–1973   | FDP          | Oberfranken                                                            |                                                                           |
| Walter Eckhardt                         | 1906–1994   | GB/BHE       | Oberbayern                                                             |                                                                           |
| Hans Eder                               | 1880–1966   | CSU          | Cham, Neunburg vorm Wald, Waldmünchen                                  |                                                                           |
| Hans Ehard                              | 1887–1980   | CSU          | Bamberg-Stadt                                                          | Ministerpräsident, Staatsminister (bis 1952)                              |
| Gottfried Eichelbrönner                 | 1901–1986   | CSU          | Ochsenfurt, Kitzingen-Stadt und –Land                                  |                                                                           |
| Hans Eisenmann                          | 1923–1987   | CSU          | Pfaffenhofen an der Ilm, Schrobenhausen                                | bis 29. Juli 1954 BP                                                      |
| Franz-Michael Elsen                     | 1906–1980   | CSU          | Gerolzhofen, Haßfurt                                                   |                                                                           |
| Viktor Elzer                            | 1887–1963   | GB/BHE       | Oberbayern                                                             |                                                                           |
| Albert Engel                            | 1891–1964   | BP           | Straubing-Stadt und –Land                                              |                                                                           |
| Xaver Ernst                             | 1902–1998   | BP           | Freising-Stadt und –Land                                               |                                                                           |
| Hermann Etzel                           | 1882–1978   | BP           | Oberfranken                                                            | ausgeschieden am 17. Oktober 1951                                         |
| Alfred Euerl                            | 1897–1970   | CSU          | Mittelfranken                                                          |                                                                           |
| Anton Falb                              | 1905–1990   | SPD          | Amberg-Stadt und –Land, Sulzbach-Rosenberg                             |                                                                           |
| Ernst Falk                              | 1914–1994   | FDP          | Uffenheim, Rothenburg ob der Tauber-Stadt und –Land                    |                                                                           |
| Otto Freiherr von Feury                 | 1906–1998   | CSU          | Ebersberg, Bad Aibling                                                 |                                                                           |
| Jakob Fischbacher                       | 1886–1972   | BP           | Traunstein-Stadt und –Land                                             | Landtagsvizepräsident (bis 1953)                                          |
| Karl Fischer                            | 1904–1976   | CSU          | Regensburg-Stadt                                                       |                                                                           |
| Franz Förster                           | 1902–1985   | SPD          | Coburg-Stadt und –Land, Neustadt bei Coburg                            |                                                                           |
| Georg Freiherr von und zu Franckenstein | 1898–1965   | CSU          | Scheinfeld, Neustadt an der Aisch                                      |                                                                           |
| Josef Frank                             | 1892–????   | BP           | Oberpfalz                                                              | nachgerückt am 22. Oktober 1951 für Franz Meitinger                       |
| Heinrich Franke                         | 1887–1966   | SPD          | Erlangen-Stadt und –Land                                               |                                                                           |
| Alfred Frenzel                          | 1899–1968   | SPD          | Schwaben                                                               | ausgeschieden am 29. September 1953                                       |
| Otto Freundl                            | 1912–1982   | CSU          | Tirschenreuth, Kemnath                                                 |                                                                           |
| Konrad Frühwald                         | 1920–1981   | BP           | Mittelfranken                                                          |                                                                           |
| Volkmar Gabert                          | 1923–2003   | SPD          | München-Stadt X                                                        |                                                                           |
| Josef Gareis                            | 1903–1982   | SPD          | Oberbayern                                                             | nachgerückt am 3. November 1953 für Heinz Beck                            |
| Martin Gärtner                          | 1901–1972   | BP           | Oberbayern                                                             |                                                                           |
| Alfons Gaßner                           | 1923–2001   | BP           | Vilshofen, Landau an der Isar                                          |                                                                           |
| Wilhelm Gaßner                          | 1906–1959   | CSU          | Schwaben                                                               | nachgerückt am 30. November 1952 für Georg Gromer                         |
| Richard Gegenwarth                      | 1894–1964   | BP           | Unterfranken                                                           |                                                                           |
| Hugo Geiger                             | 1901–1984   | CSU          | Niederbayern                                                           | ausgeschieden am 27. Oktober 1953                                         |
| August Geislhöringer                    | 1886–1963   | BP           | Schwaben                                                               |                                                                           |
| Wilhelm Göttler                         | 1890–1953   | CSU          | Lindau (Bodensee)-Stadt und –Land                                      | † 22. Februar 1953                                                        |
| Hermann Götz                            | 1913–1983   | SPD          | Oberfranken                                                            | nachgerückt am 5. Oktober 1953 für Herbert Hauffe                         |
| Fritz Gräßler                           | 1904–1972   | SPD          | Fürth-Stadt                                                            |                                                                           |
| Karl Greib                              | 1899–1976   | CSU          | Unterfranken                                                           |                                                                           |
| Georg Gromer                            | 1883–1952   | CSU          | Neuburg an der Donau-Stadt und –Land                                   | † 23. Oktober 1952                                                        |
| Georg Grosch                            | 1906–1987   | SPD          | Oberfranken                                                            | nachgerückt am 29. Dezember 1952 für Franz Röll                           |
| Maria Günzl                             | 1896–1983   | SPD          | München-Land                                                           |                                                                           |
| Willi Guthsmuths                        | 1901–1981   | GB/BHE       | Oberbayern                                                             | Staatssekretär                                                            |
| Albrecht Haas                           | 1906–1970   | FDP          | Mittelfranken                                                          |                                                                           |
| Franz Haas                              | 1904–1989   | SPD          | Nürnberg-Stadt II und III                                              |                                                                           |
| Hans-Joachim Hadasch                    | 1922–1992   | FDP          | Schwaben                                                               |                                                                           |
| Georg Hagen                             | 1887–1958   | SPD          | Kulmbach-Stadt und –Land, Stadtsteinach                                | Landtagsvizepräsident                                                     |
| Lorenz Hagen                            | 1885–1965   | SPD          | Oberbayern                                                             |                                                                           |
| Andreas Haisch                          | 1901–1969   | CSU          | Schwaben                                                               | nachgerückt am 17. Juni 1951 für Georg Stang                              |
| Hildegard Hamm-Brücher                  | 1921–2016   | FDP          | Oberbayern                                                             | bis 1954 Brücher                                                          |
| Fritz von Haniel-Niethammer             | 1895–1977   | CSU          | Mallersdorf, Rottenburg, Dingolfing                                    |                                                                           |
| Herbert Hauffe                          | 1914–1997   | SPD          | Oberfranken                                                            | ausgeschieden am 1. Oktober 1953                                          |
| August Haußleiter                       | 1905–1989   | fraktionslos | Oberfranken                                                            | bis 3. April 1952 DG, Fraktionsvorsitzender                               |
| Ludwig Heigl                            | 1895–1963   | CSU          | Deggendorf-Stadt und –Land                                             |                                                                           |
| Michael Helmerich                       | 1885–1974   | CSU          | Oberbayern                                                             |                                                                           |
| Philipp Hettrich                        | 1900–1973   | CSU          | Hammelburg, Karlstadt, Brückenau                                       |                                                                           |
| Franz Heubl                             | 1924–2001   | CSU          | Oberbayern                                                             | nachgerückt am 24. Oktober 1953 für Hans Demmelmeier                      |
| Rosa Hillebrand                         | 1919–2013   | fraktionslos | München-Stadt II                                                       | aus der SPD ausgeschlossen im Oktober 1952                                |
| Wilhelm Hoegner                         | 1887–1980   | SPD          | München-Stadt VII und XIII                                             | Staatsminister, stellvertretender Ministerpräsident                       |
| Julius Hofer                            | 1890–1953   | SPD          | Schwabach-Stadt und –Land                                              | † 5. Februar 1953                                                         |
| Engelbert Hofmann                       | 1900–1979   | CSU          | Bad Kissingen-Stadt und –Land, Bad Neustadt an der Saale               |                                                                           |
| Leopold Hofmann                         | 1896–1963   | SPD          | Oberpfalz                                                              |                                                                           |
| Hans Högn                               | 1904–1980   | SPD          | Hof-Stadt und –Land                                                    |                                                                           |
| Johann Höllerer                         | 1898–1973   | CSU          | Oberpfalz                                                              | bis 24. November 1953 BP                                                  |
| Franz Josef Huber                       | 1894–1955   | SPD          | Schwaben                                                               |                                                                           |
| Sebastian Huber                         | 1903–1973   | CSU          | Oberbayern                                                             |                                                                           |
| Alois Hundhammer                        | 1900–1974   | CSU          | Oberbayern                                                             | Fraktionsvorsitzender (bis 1951), Landtagspräsident (ab 1951)             |
| Max Jüngling                            | 1903–1963   | CSU          | Oberfranken                                                            | nachgerückt am 23. September 1951 für Julian Wittmann                     |
| Heinrich Junker                         | 1911–1993   | CSU          | Oberbayern                                                             |                                                                           |
| Albert Kaifer                           | 1893–1962   | CSU          | Augsburg-Land, Wertingen                                               |                                                                           |
| Hans Karl                               | 1890–1973   | CSU          | Passau-Stadt und –Land                                                 |                                                                           |
| Wilfried Keller                         | 1918–1991   | GB/BHE       | Unterfranken                                                           | ausgeschieden am 27. Oktober 1953                                         |
| Ferdinand Kerber                        | 1909–1979   | BP           | Kaufbeuren-Stadt und –Land, Mindelheim                                 | bis 13. September 1954 CSU                                                |
| Josef Kiene                             | 1895–1981   | SPD          | Oberbayern                                                             |                                                                           |
| Karl Klammt                             | 1912–1987   | GB/BHE       | Niederbayern                                                           |                                                                           |
| Max Klotz                               | 1918–2003   | BP           | Oberbayern                                                             |                                                                           |
| Waldemar Freiherr von Knoeringen        | 1906–1971   | SPD          | München-Stadt V und VI                                                 | Fraktionsvorsitzender                                                     |
| Georg Knott                             | 1914–1994   | BP           | Rosenheim-Stadt und –Land                                              |                                                                           |
| Wenzel Köhler                           | 1906–1987   | GB/BHE       | Schwaben                                                               |                                                                           |
| Reinhold Kolarczyk                      | 1906–1964   | GB/BHE       | Oberbayern                                                             |                                                                           |
| Wilhelm Korff                           | 1901–1975   | FDP          | Mittelfranken                                                          |                                                                           |
| Ernst Körner                            | 1899–1952   | SPD          | Mittelfranken                                                          | † 16. August 1952                                                         |
| Egid Kotschenreuther                    | 1902–1968   | BP           | Oberfranken                                                            | nachgerückt am 1. Oktober 1952 für den verstorbenen Georg Bauer           |
| Hans Kramer                             | 1903–1980   | SPD          | Augsburg-Stadt III                                                     |                                                                           |
| Engelbert Kraus                         | 1901–1974   | CSU          | Würzburg-Land, Marktheidenfeld                                         |                                                                           |
| Heinrich Krehle                         | 1892–1969   | CSU          | Oberbayern                                                             | Staatssekretär                                                            |
| Josef Kriegisch                         | 1923–1984   | SPD          | Oberbayern                                                             | nachgerückt am 22. April 1954 für Willy Thieme                            |
| Gertrud Krüger                          | 1904–1996   | SPD          | Nürnberg-Stadt IV und V                                                |                                                                           |
| Hans Kunath                             | 1899–1979   | SPD          | Unterfranken                                                           |                                                                           |
| Andreas Kurz                            | 1894–1976   | CSU          | Altötting                                                              |                                                                           |
| Carljörg Lacherbauer                    | 1902–1967   | BP           | Oberbayern                                                             | bis 2. Juni 1953 CSU                                                      |
| Ludwig Lallinger                        | 1908–1992   | BP           | Oberbayern                                                             | vom 7. Oktober 1953 bis 12. Januar 1954 fraktionslos                      |
| Raimund Lang                            | 1895–1976   | BP           | Garmisch-Partenkirchen, Bad Tölz                                       |                                                                           |
| Walter Langebeck                        | 1910–1998   | SPD          | Unterfranken                                                           | nachgerückt am 17. April 1954 für Franz op den Orth                       |
| Michael Lanzinger                       | 1901–1971   | CSU          | Oberpfalz                                                              | bis 24. November 1953 BP                                                  |
| Josef Laumer                            | 1887–1973   | SPD          | Niederbayern                                                           |                                                                           |
| Hans Lechner                            | 1893–1965   | BP           | Oberfranken                                                            |                                                                           |
| Josef Lechner                           | 1884–1965   | BP           | Pfarrkirchen, Griesbach                                                |                                                                           |
| Karl Lenz                               | 1892–1960   | CSU          | Memmingen-Stadt und –Land                                              |                                                                           |
| Robert Lindig                           | 1894–1972   | SPD          | Oberpfalz                                                              |                                                                           |
| Franz Lippert                           | 1900–1977   | CSU          | Landshut-Stadt und –Land                                               | bis 8. September 1954 BP                                                  |
| Martin Loos                             | 1904–1978   | SPD          | Nürnberg-Land, Fürth-Land                                              |                                                                           |
| Erich Luft                              | 1908–1960   | GB/BHE       | Oberfranken                                                            |                                                                           |
| Hermann Lutz                            | 1892–1959   | CSU          | Donauwörth, Nördlingen-Stadt und –Land                                 |                                                                           |
| Johann Maag                             | 1898–1976   | SPD          | Unterfranken                                                           | Staatssekretär                                                            |
| Rudolf Machnig                          | 1917–1968   | SPD          | Schwaben                                                               | nachgerückt am 6. Oktober 1953 für Alfred Frenzel                         |
| Georg Mack                              | 1899–1973   | CSU          | Ansbach-Stadt und –Land                                                |                                                                           |
| Karl Mader                              | 1890–1963   | SPD          | Unterfranken                                                           | nachgerückt am 2. Oktober 1953 für Hannsheinz Bauer                       |
| Renate Malluche                         | 1917–1994   | fraktionslos | Mittelfranken                                                          | bis 3. April 1952 DG                                                      |
| Franz Xaver Meitinger                   | 1905–1966   | BP           | Oberpfalz                                                              | ausgeschieden am 19. Oktober 1951                                         |
| Georg Meixner                           | 1887–1960   | CSU          | Bamberg-Land                                                           | Fraktionsvorsitzender (ab 1951)                                           |
| Emil Mergler                            | 1897–1967   | CSU          | Unterfranken                                                           | bis 24. November 1953 BP                                                  |
| Franz Michel                            | 1908–1989   | CSU          | Landsberg am Lech-Stadt und –Land, Schongau                            |                                                                           |
| Erwin Mittich                           | 1899–1983   | GB/BHE       | Mittelfranken                                                          |                                                                           |
| Christian Müller                        | 1900–1963   | SPD          | Kronach                                                                |                                                                           |
| Josef Müller                            | 1898–1979   | CSU          | Oberbayern                                                             | Staatsminister (bis 1952)                                                 |
| Wilhelm Nagengast                       | 1892–1970   | CSU          | Forchheim-Stadt und –Land, Höchstadt an der Aisch                      |                                                                           |
| Eva Narr                                | 1910–1975   | SPD          | Oberfranken                                                            |                                                                           |
| Ludwig Nerlinger                        | 1918–2003   | BP           | Schwaben                                                               |                                                                           |
| Theodor Oberländer                      | 1905–1998   | GB/BHE       | Schwaben                                                               | Staatssekretär (bis 1953), ausgeschieden am 24. Oktober 1953              |
| Franz Op den Orth                       | 1902–1970   | SPD          | Schweinfurt-Stadt und –Land                                            | ausgeschieden am 17. April 1954                                           |
| Klement Ortloph                         | 1890–1973   | CSU          | Parsberg, Riedenburg                                                   |                                                                           |
| Hermann Ospald                          | 1921–1996   | SPD          | Neu-Ulm-Stadt und –Land, Illertissen                                   |                                                                           |
| Ludwig Ostermeier                       | 1912–2006   | BP           | Eggenfelden, Vilsbiburg                                                |                                                                           |
| Hans Peterlik                           | 1899–1973   | GB/BHE       | Schwaben                                                               | nachgerückt am 28. Oktober 1953 für Theodor Oberländer                    |
| Erwin Pfeffer                           | 1914–1971   | GB/BHE       | Niederbayern                                                           |                                                                           |
| Josef Piechl                            | 1889–1961   | CSU          | Kelheim, Mainburg                                                      |                                                                           |
| Andreas Piehler                         | 1888–1970   | SPD          | Miesbach                                                               |                                                                           |
| Richard Piper                           | 1907–1955   | SPD          | Niederbayern                                                           |                                                                           |
| Claus Pittroff                          | 1896–1958   | SPD          | Bayreuth-Stadt und –Land                                               |                                                                           |
| Johann Pösl                             | 1907–2003   | CSU          | Nabburg, Oberviechtach, Vohenstrauß                                    |                                                                           |
| Anton Prandl                            | 1892–1976   | SPD          | Weilheim                                                               |                                                                           |
| Otto Priller                            | 1887–1963   | SPD          | Fürstenfeldbruck                                                       |                                                                           |
| Friedrich von Prittwitz und Gaffron     | 1884–1955   | CSU          | Würzburg-Stadt                                                         |                                                                           |
| Hans Puls                               | 1900–1968   | GB/BHE       | Niederbayern                                                           |                                                                           |
| Ernst Rabenstein                        | 1903–1981   | FDP          | Unterfranken                                                           |                                                                           |
| Ludwig Ramelsberger                     | 1899–1965   | CSU          | Niederbayern                                                           | nachgerückt am 28. Oktober 1953 für Hugo Geiger                           |
| Hans Raß                                | 1911–1997   | CSU          | Oberpfalz                                                              | bis 24. November 1953 BP                                                  |
| Josef Reichl                            | 1907–1986   | CSU          | Niederbayern                                                           | nachgerückt am 4. Mai 1951 für Anton von Aretin, bis 13. Dezember 1954 BP |
| Ernst Riediger                          | 1901–1966   | GB/BHE       | Oberfranken                                                            |                                                                           |
| Wenzel Rippel                           | 1902–1982   | SPD          | Schwaben                                                               | nachgerückt am 9. August 1954 für Dionys Bittinger                        |
| Franz Röll                              | 1886–1952   | SPD          | Wunsiedel, Stadt Marktredwitz, Rehau, Stadt Selb                       | † 19. November 1952                                                       |
| Josef Roßmann                           | 1901–1954   | BP           | Oberfranken                                                            | † 20. Oktober 1954                                                        |
| Ernst Roth                              | 1906–1955   | GB/BHE       | Unterfranken                                                           | nachgerückt am 28. Oktober 1953 für Wilfried Keller                       |
| Ludwig Ritter von Rudolph               | 1890–1966   | SPD          | Mittelfranken                                                          |                                                                           |
| Egid Saukel                             | 1900–1958   | CSU          | Unterfranken                                                           | bis 24. November 1953 BP                                                  |
| Otto Schedl                             | 1912–1995   | CSU          | Neumarkt in der Oberpfalz-Stadt und –Land, Beilngries                  |                                                                           |
| Andreas Scherber                        | 1893–1974   | SPD          | Lauf an der Pegnitz, Hersbruck                                         |                                                                           |
| Herbert Schier                          | 1897–1960   | GB/BHE       | Oberpfalz                                                              |                                                                           |
| Alois Schlögl                           | 1893–1957   | CSU          | Günzburg-Stadt und –Land, Krumbach (Schwaben)                          | Staatsminister                                                            |
| Karl Schmid                             | 1883–1958   | CSU          | Oberbayern                                                             |                                                                           |
| Hanns Martin Schmidramsl                | 1917–1991   | CSU          | Eichstätt-Stadt und –Land, Hilpoltstein                                |                                                                           |
| Ludwig Schönecker                       | 1905–1988   | CSU          | Mittelfranken                                                          | bis 24. November 1953 BP                                                  |
| Karl Schreiner                          | 1911–1979   | GB/BHE       | Mittelfranken                                                          |                                                                           |
| Karl Schubert                           | 1905–1986   | CSU          | Niederbayern                                                           |                                                                           |
| Georg Schuster                          | 1903–1975   | CSU          | Wegscheid, Wolfstein, Grafenau                                         |                                                                           |
| Martin Schweiger                        | 1911–1990   | BP           | Schwaben                                                               |                                                                           |
| Josef Sebald                            | 1905–1960   | SPD          | Oberbayern                                                             |                                                                           |
| Hans Seibert                            | 1913–1990   | BP           | Berchtesgaden, Stadt Bad Reichenhall, Laufen                           |                                                                           |
| Hanns Seidel                            | 1901–1961   | CSU          | Miltenberg, Obernburg am Main                                          | Staatsminister                                                            |
| Franz Peter Seifert                     | 1915–1994   | SPD          | Mittelfranken                                                          | nachgerückt am 6. Februar 1953 für den verstorbenen Julius Hofer          |
| Walter Seitz                            | 1905–1997   | SPD          | München-Stadt I und III                                                |                                                                           |
| Franz Sichler                           | 1909–1985   | SPD          | Burglengenfeld, Stadt Schwandorf in Bayern, Roding                     |                                                                           |
| Erich Simmel                            | 1885–1974   | GB/BHE       | Oberfranken                                                            |                                                                           |
| Georg Sittig                            | 1896–1964   | SPD          | Unterfranken                                                           |                                                                           |
| Rudolf Soenning                         | 1904–1980   | CSU          | Schwaben                                                               | bis 15. Dezember 1952 FDP                                                 |
| Walter Stain                            | 1916–2001   | GB/BHE       | Unterfranken                                                           | Staatssekretär (ab 1953)                                                  |
| Georg Stang                             | 1880–1951   | CSU          | Marktoberdorf, Füssen                                                  | Landtagspräsident (bis 1951), † 10. Mai 1951                              |
| Wilhelm Stegerer                        | 1898–1983   | BP           | Regensburg-Land                                                        | bis 13. September 1954 CSU                                                |
| Michael Sterzer                         | 1893–1970   | CSU          | Oberbayern                                                             |                                                                           |
| Jean Stock                              | 1893–1965   | SPD          | Aschaffenburg-Stadt und –Land                                          |                                                                           |
| Heinrich Stöhr                          | 1904–1958   | SPD          | Mittelfranken                                                          |                                                                           |
| Paul Strenkert                          | 1899–1989   | CSU          | Kempten-Stadt und –Land                                                |                                                                           |
| Josef Strobl                            | 1887–1965   | SPD          | Ingolstadt-Stadt und –Land                                             |                                                                           |
| Max Strohmayer                          | 1919–2014   | BP           | Schwaben                                                               |                                                                           |
| Johannes Strosche                       | 1912–1996   | GB/BHE       | Oberpfalz                                                              | Fraktionsvorsitzender (von 1952 bis 1953)                                 |
| Wilhelm Sturm                           | 1889–1957   | BP           | Oberfranken                                                            |                                                                           |
| Johann Thanbichler                      | 1892–1962   | CSU          | Oberbayern                                                             |                                                                           |
| Martin Thellmann-Bidner                 | 1895–1971   | GB/BHE       | Schwaben                                                               | bis 3. April 1952 DG, bis 20. Januar 1953 fraktionslos                    |
| Willy Thieme                            | 1912–1979   | SPD          | Starnberg, Wolfratshausen                                              | ausgeschieden am 21. April 1954                                           |
| Ernst Ullrich                           | 1900–1956   | GB/BHE       | Schwaben                                                               | bis 3. April 1952 DG, bis 20. Januar 1953 fraktionslos                    |
| Ludwig Volkholz                         | 1919–1994   | fraktionslos | Kötzting, Regen                                                        | bis 7. Oktober 1953 BP                                                    |
| Ludwig Walch                            | 1895–1961   | SPD          | Oberpfalz                                                              |                                                                           |
| Albert Weggartner                       | 1905–1979   | BP           | Mühldorf, Wasserburg am Inn                                            |                                                                           |
| Wenzel Weigel                           | 1888–1979   | CSU          | Oberpfalz                                                              |                                                                           |
| Simon Weinhuber                         | 1918–1995   | BP           | Erding                                                                 |                                                                           |
| Otto Weinkamm                           | 1902–1968   | CSU          | Schwaben                                                               | nachgerückt am 22. Februar 1953 für den verstorbenen Wilhelm Göttler      |
| Karl Weishäupl                          | 1916–1989   | SPD          | München-Stadt XI und XII                                               |                                                                           |
| Franz Weiß                              | 1900–1979   | CSU          | Oberbayern                                                             | bis 21. August 1953 BP                                                    |
| Thomas Wimmer                           | 1887–1964   | SPD          | München-Stadt VIII                                                     |                                                                           |
| Julian Wittmann                         | 1891–1951   | CSU          | Staffelstein, Lichtenfels                                              | † 17. August 1951                                                         |
| Gustav Wölfel                           | 1899–1980   | CSU          | Ebern, Hofheim in Unterfranken, Königshofen im Grabfeld, Mellrichstadt |                                                                           |
| Franz Wolf                              | 1889–1972   | SPD          | Niederbayern                                                           |                                                                           |
| Hans Wolf                               | 1892–1972   | FDP          | Oberfranken                                                            |                                                                           |
| Paul Wüllner                            | 1906–1986   | GB/BHE       | Oberbayern                                                             | bis 3. April 1952 DG, bis 20. Januar 1953 fraktionslos                    |
| Franz Zdralek                           | 1894–1970   | SPD          | Mittelfranken                                                          |                                                                           |
| Zita Zehner                             | 1900–1978   | CSU          | Oberbayern                                                             |                                                                           |
| Erwin Zeitler                           | 1925–2008   | CSU          | Oberfranken                                                            | nachgerückt am 22. Oktober 1954 für den verstorbenen Josef Roßmann        |
| Friedrich Zietsch                       | 1903–1976   | SPD          | Münchberg, Naila                                                       |                                                                           |
| Max Zillibiller                         | 1896–1970   | CSU          | Sonthofen                                                              |                                                                           |
| Wilhelm Zimmerer                        | 1884–1951   | SPD          | Schwaben                                                               | † 29. Januar 1951                                                         |